# 1 William Street
Il 1 William Street è un grattacielo di Brisbane in Australia.

## Storia
I lavori di costruzione dell'edificio, iniziati nel 2013, vennero ultimati nel 2016. A volere il nuovo edificio fu il governo del Queensland come parte del suo piano per un rinnovato distretto governativo e per soddisfare le proprie esigenze di spazi e uffici. A dicembre 2012, Il governo del Queensland ha annunciato che l'appalto del valore di 653 milioni di dollari per la costruzione della torre è stato assegnato allo sviluppatore immobiliare CBUS Property. Come parte dell'accordo, allo sviluppatore è stata data la locazione di 99 anni del terreno e gli è stato garantito che il governo avrebbe preso in affitto per almeno 15 anni 60 000 metri quadrati di spazi uffici. In seguito alla sua inaugurazione, l'edificio ha accolto oltre 5 000 impiegati governativi, prima distribuiti in una ventina di diversi uffici presi in affitto dal governo.

## Descrizione
L'edificio sorge nel CBD di Brisbane e presenta un'altezza di 260 metri per 46 piani fuori terra.

## Galleria d'immagini

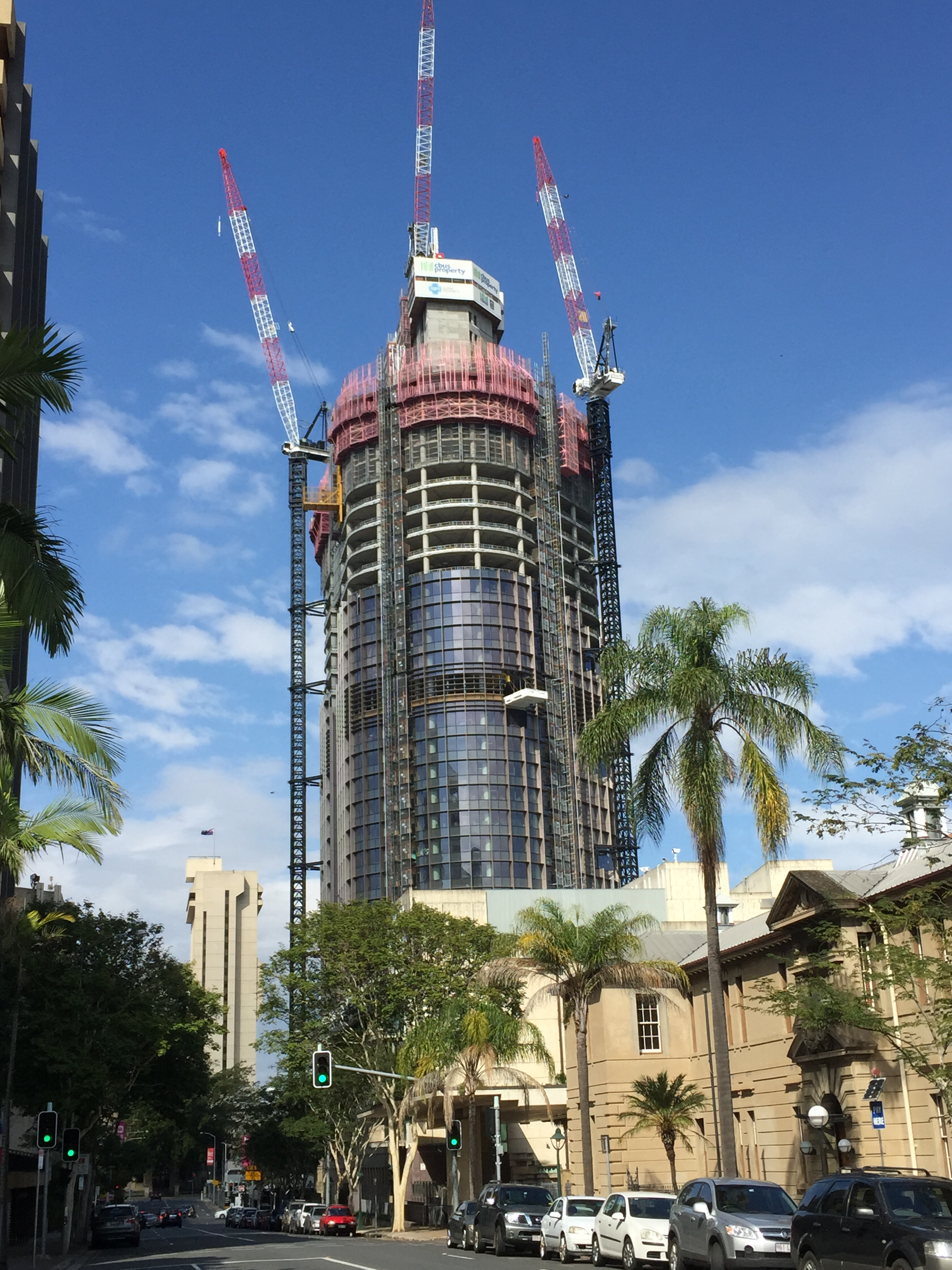
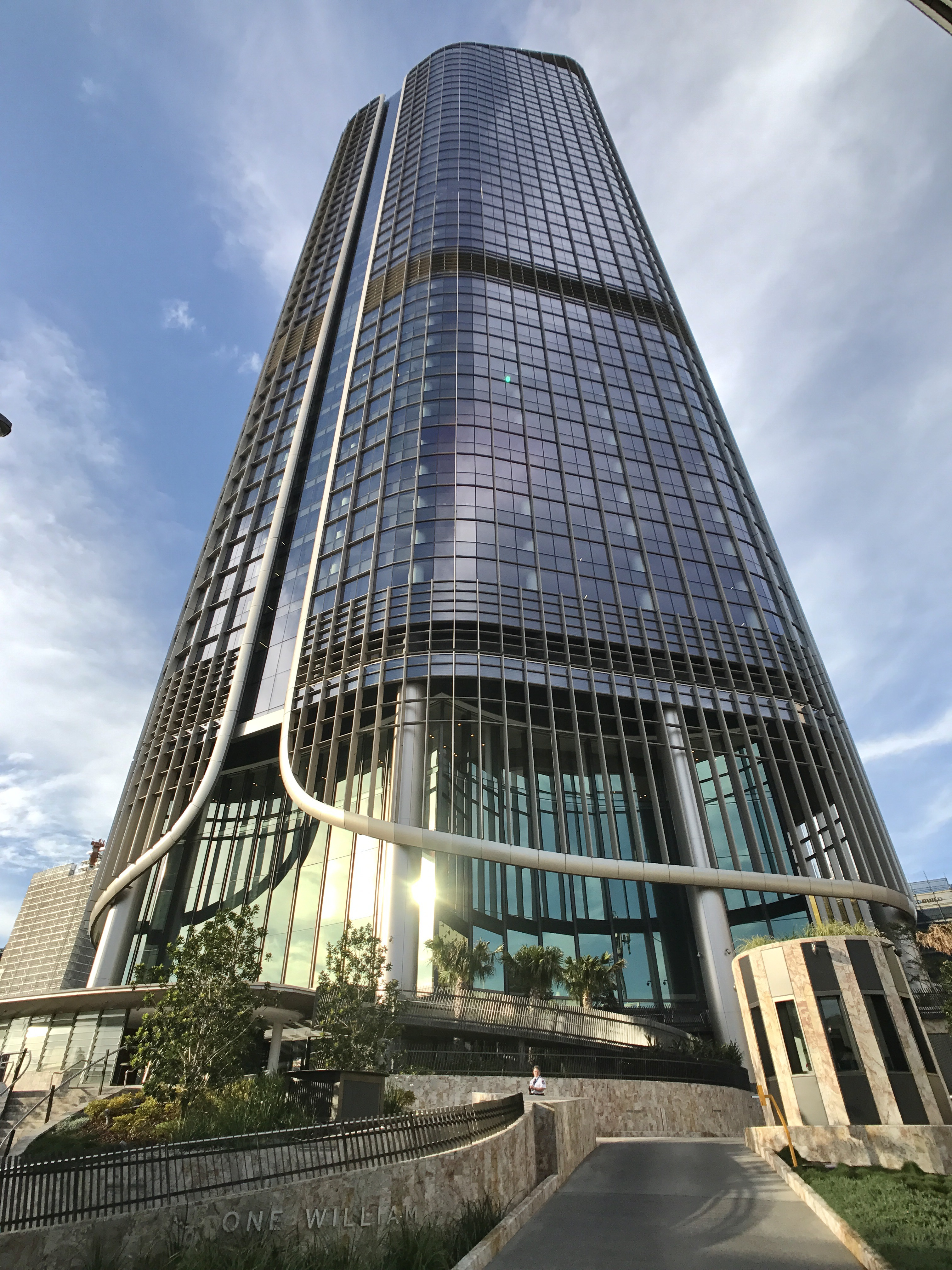
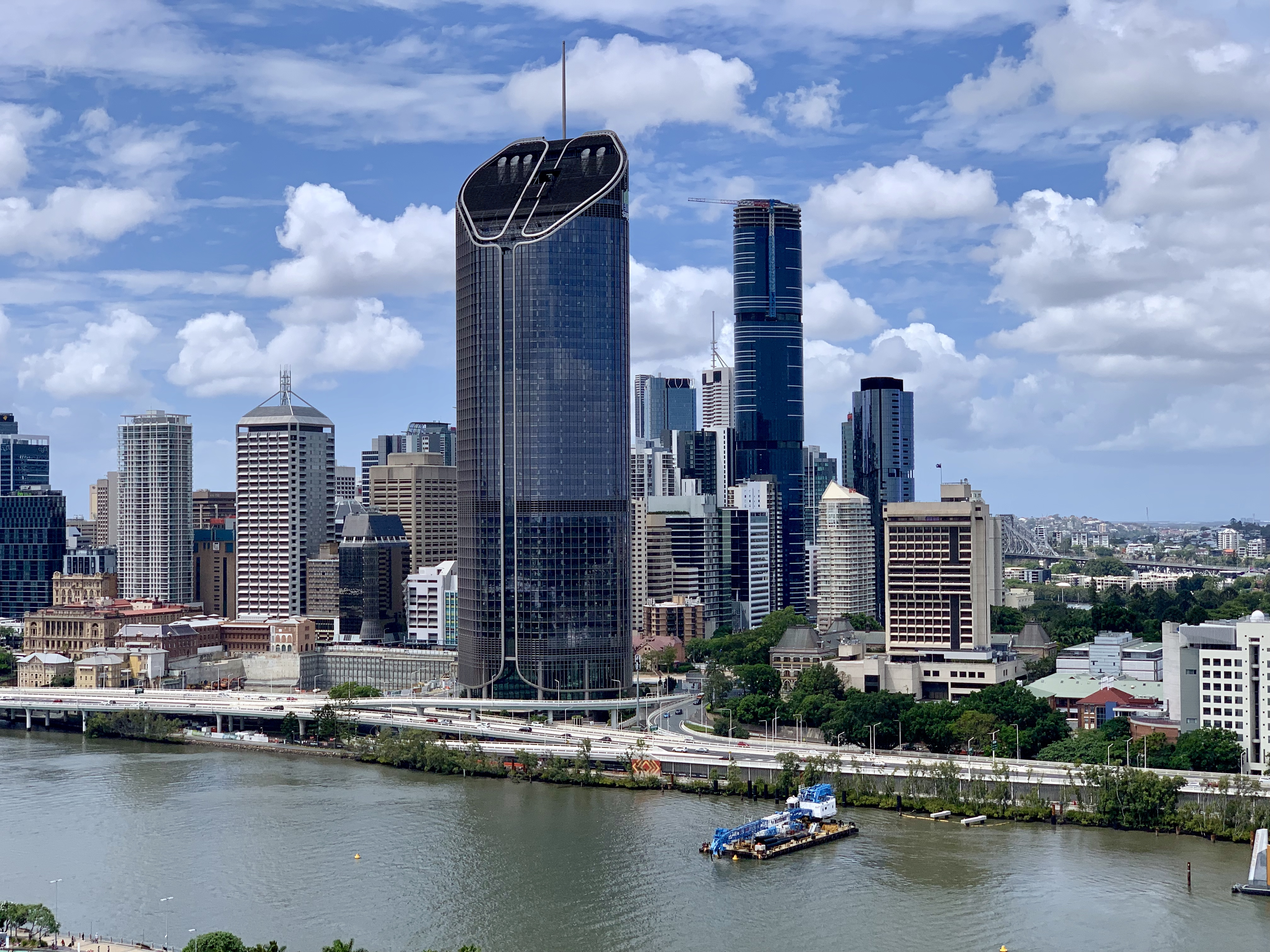